# چرا سوسیالیسم؟

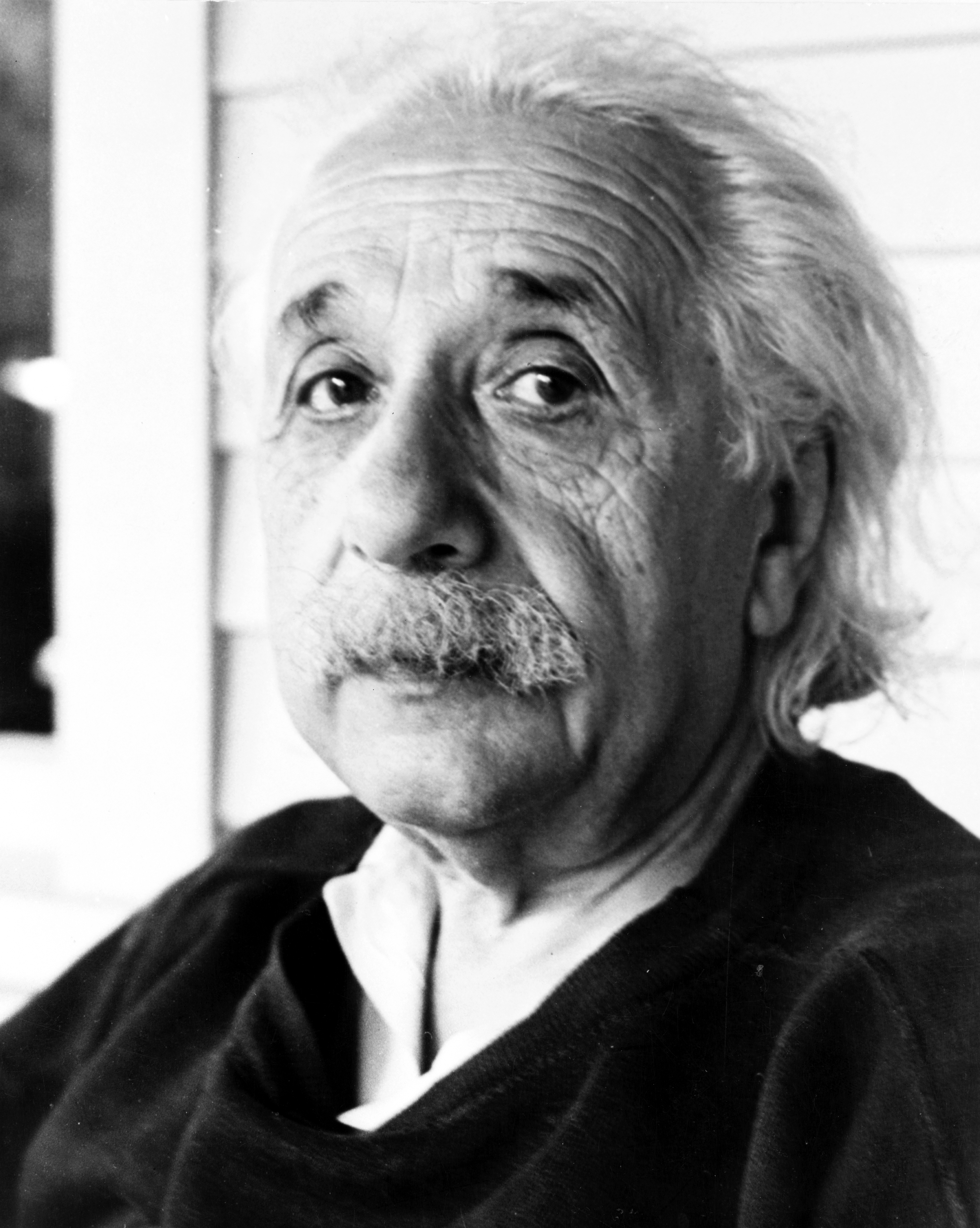
انیشتین

چرا سوسیالیسم؟ (به انگلیسی: Why Socialism?) مقاله‌ای است که آلبرت اینشتین در ماه مه سال ۱۹۴۹ نوشت و در شماره اوّل مجله سوسیالیستی مرور ماهانه به چاپ رسید. در این مقاله به مشکلات سرمایه‌داری، رقابت اقتصادی شکارگرانه، و رشد نابرابری در ثروت پرداخته شده است. این مقاله تأکید می‌کند که کنترل رسانه‌های جمعی به‌وسیله‌ی سرمایه‌داران خصوصی، رسیدن به نتایج عینی را برای شهروندان دشوار کرده، و تأثیرپذیری احزاب سیاسی از حامیان اقتصادی ثروتمند منجر به "جرگه‌سالاری سرمایه خصوصی" می‌شود. اینشتین نتیجه می‌گیرد که حلّ این مشکلات تنها با اقتصادی دستوری که نگه‌دارنده‌ی یک دموکراسی قوی در جهت حفاظت از حقوق افراد باشد، ممکن است.

## محتوا
طبق نظر اینشتین، انگیزه سود در یک جامعه سرمایه‌داری، در همراهی با رقابت بین سرمایه‌داران، منجر به چرخه‌هایی غیرضروری از شکوفایی و رکود اقتصادی می‌شود، و نهایتاً خودخواهی را به‌جای همکاری ترویج می‌دهد. به‌علاوه، زیربنای دستگاه آموزشی چنین جامعه‌ای به‌شدّت تحلیل می‌رود؛ زیرا افراد، خودشان را تنها برای پیش‌برد حرفه‌ی خود آموزش خواهند داد. این مسئله به "فلج‌شدن افراد" و فرسایش خلاقیت انسانی می‌انجامد. رقابت افسارگسیخته در یک جامعه‌ی سرمایه‌داری منجر به هدررفت عظیم کار شده و علّت آنارشی اقتصادی است؛ چنان که اینشتین آن را به‌عنوان منبع واقعی شرّ سرمایه‌داری محکوم می‌کند:
آنارشی اقتصادی در جامعه‌ی سرمایه‌داری، چنان که امروز وجود دارد، به نظر من منبع واقعی شرّ است.
اینشتین پیش‌بینی کرد که در چنین جامعه‌ای، احزاب سیاسی و سیاست‌مداران توسط هم‌بخشی‌های اقتصادی صاحبان مقادیر بزرگ سرمایه فاسد خواهند شد، و این دستگاه را "نمی‌توان حتی به‌وسیله‌ی یک جامعه‌ی سیاسی سازمان‌یافته با دموکراسی، بطور کارآمد بررسی کرد." در نتیجه‌گیری این مقاله، تحلیل اینشتین بر چگونگی حل این مشکلات از راه اقتصاد دستوری آمده است:
من قانع شده‌ام که تنها یک راه برای حذف این شرور بزرگ وجود دارد، و آن هم برپاکردن اقتصادی سوسیالیستی است که یک نظام آموزشی معطوف به اهداف جامعه هم دوشادوش آن باشد.